# 王峰 (1958年)
王峰（1958年9月—），蒙古族，内蒙古鄂托克旗人，中华人民共和国政治人物。原鄂尔多斯市人大常委会主任。

## 生平
1958年9月，王峰出生在内蒙古自治区鄂托克旗。1974年6月，王峰进入鄂托克旗额尔和图苏木乌兰淖大队信用服务站工作，1977年10月成为鄂托克旗额尔和图苏木的一名财务会计，期间于1980年1月加入中国共产党。
1980年7月，王峰陆续出任鄂托克旗农业银行干部、副行长、行长、信用联社主任。
1997年11月，王峰出任鄂托克旗政府副旗长，2000年10月升任党委副书记、政府旗长。2004年12月，王峰出任鄂尔多斯市财政局党组书记、局长。2008年11月，王峰出任鄂尔多斯市人民政府副市长。2013年1月，王峰转任中共鄂尔多斯市委常委、统战部部长，市政协党组副书记，2013年12月兼任市社会主义学院院长。2016年12月，王峰出任鄂尔多斯市人大常委会党组书记，2017年2月兼任主任。

### 落马
2024年5月23日，王峰涉嫌严重违纪违法接受内蒙古自治区纪委监委纪律审查和监察调查。